# Salas (kommunhuvudort)
Salas är en kommunhuvudort i Spanien.   Den ligger i provinsen Province of Asturias och regionen Asturien, i den norra delen av landet, 400 km nordväst om huvudstaden Madrid. Salas ligger 297 meter över havet och antalet invånare är 6 350.
Terrängen runt Salas är kuperad. Runt Salas är det glesbefolkat, med 15 invånare per kvadratkilometer. Närmaste större samhälle är Tineo, 14,9 km sydväst om Salas. I omgivningarna runt Salas växer i huvudsak blandskog.